# Hurrero

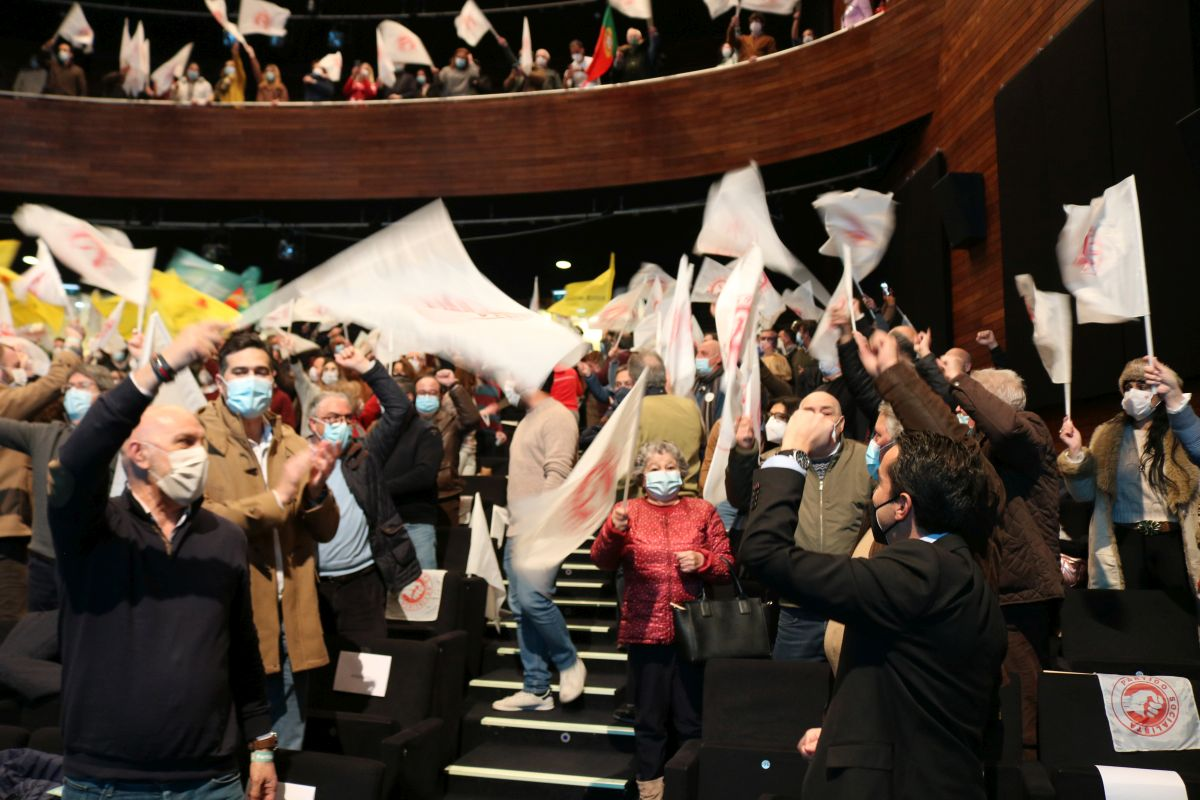
Políticos y activistas congregados en un evento de cierre de campaña

Hurrero es un término peyorativo utilizado en Paraguay para describir a un activista fanático, caracterizado por apoyar incondicionalmente a un candidato político, dispuesto a realizar cualquier tarea —incluso aquellas que puedan resultar denigrantes o vergonzosas— con el objetivo de obtener un favor, generalmente en forma de cargo público.
En un contexto más amplio, el término también puede hacer referencia a una persona que, en eventos deportivos, manifestaciones o concentraciones públicas; destaca por vociferar alabanzas hacia un dirigente político o figura de autoridad, independientemente de su reputación o antecedentes.

## Etimología
Las palabras «hurrero» y «hurrera» parecen tener su origen en el castellano paraguayo, como derivación del inglés hurrah (‘hurra’), interjección utilizada para expresar alegría y satisfacción, o para despertar entusiasmo y apoyo en eventos festivos o políticos; más el sufijo -ero, que indica cargo, ocupación u oficio.